# 可能
| ウィキペディアには「可能」という見出しの百科事典記事はありません（タイトルに「可能」を含むページの一覧/「可能」で始まるページの一覧）。 代わりにウィクショナリーのページ「可能」が役に立つかもしれません。 |